# National Unity Day (Südsudan)
Der National Unity Day (kurz NUD) ist eine der größten Sportveranstaltung im Südsudan, welche jährlich in Juba stattfindet. Sie hat das Ziel, das durch Bürgerkrieg geprägte Land zu einen und Vorurteile abzubauen.

## Geschichte
Während der Zeit der südsudanesischen autonomen Region von 1972 bis 1983, in folge des ersten sudanesischen Bürgerkriegs gab es erstmals den NUD.
Nach der Unabhängigkeit vom Südsudan im Jahr 2011, brach in dem Land 2013 ein Bürgerkrieg aus. Dieser hatte 100.000 bis 200.000 Tote und 4 Millionen Flüchtlinge zur Folge und verstärkte bereits existente Rivalitäten und Feindseligkeiten. Um diesem entgegenzuwirken, plante ab 2015 das Ministerium für Kultur, Jugend und Sport die Veranstaltung. Sie richtet sich an Junge Sportler unter 20 Jahren welche von lokalen Sportorganisationen nominiert werden. 2020 nahmen an der einwöchigen Veranstaltung 500 Sportler teil.

## Programm
Neben sportlichen Veranstaltungen wie Fußball und verschiedener Leichtathletik Wettkämpfen, beinhaltet das Programm Workshops beispielsweise gegen Diskriminierung, HIV/AIDS und zur Friedensbildung. Auch gibt es gemeinsame kulturelle Events. Die Athleten sind dazu angehalten, nach der Veranstaltung, ihre interkulturellen Erfahrungen in ihre Heimat zu tragen.

## Unterstützer
Es wird bei der Veranstaltung, in Hinsicht auf Geld und Infrastruktur von staatlichen und nicht staatlichen Organisationen unterstützt. Das japanischen Ministerium für internationale Zusammenarbeit nimmt hier eine zentrale Rolle ein. Weitere sind: UNMISS, IOM, UNDO, UNAIDS und die DEZA.